# By kyrka, Värmland

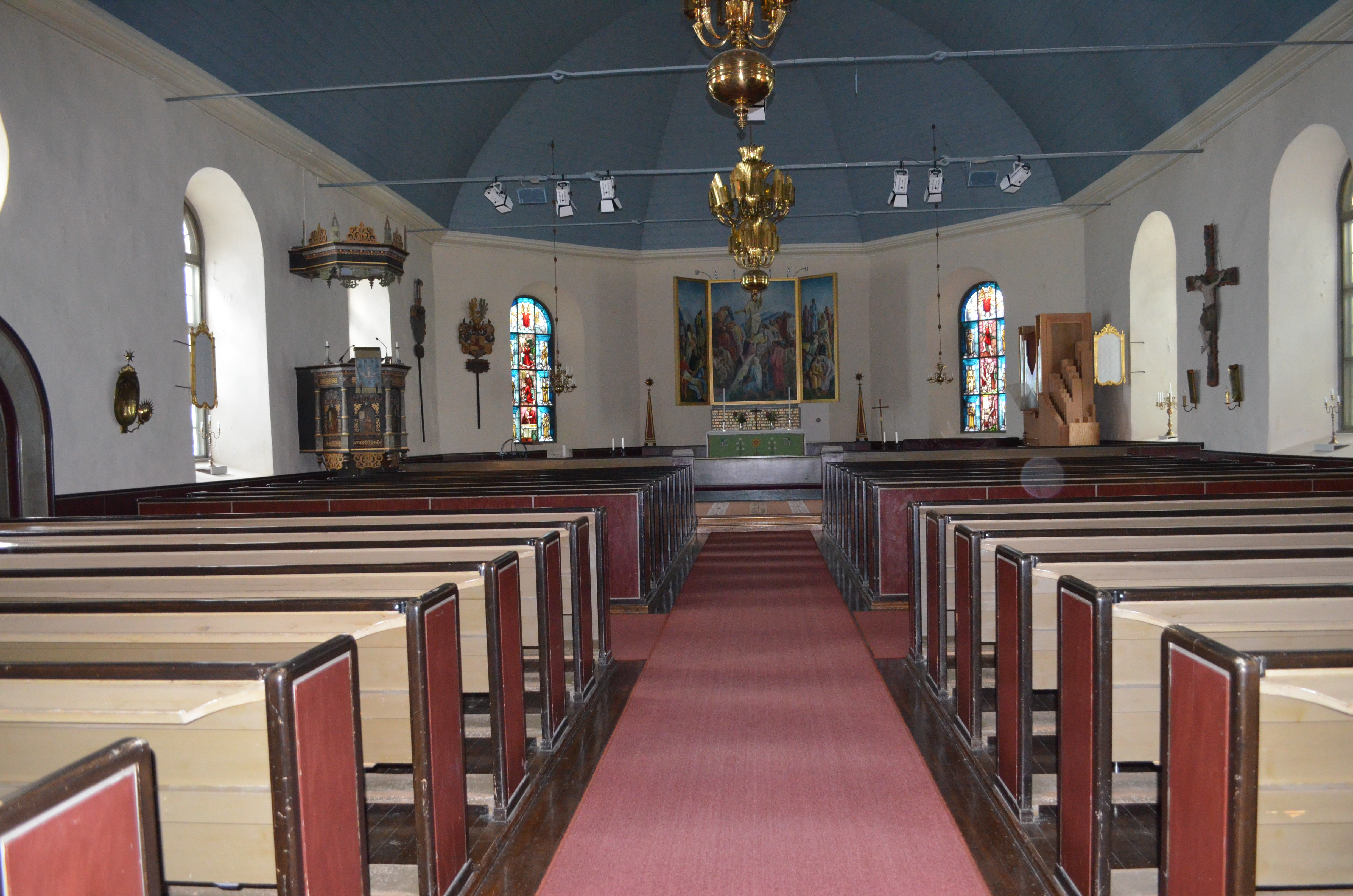
By kyrkas kyrkosal

By kyrka är en kyrkobyggnad i Säffle församling i Säffle pastorat i Karlstads stift. Kyrkan är belägen strax söder om Säffle vid Byälvens mynning i Vänern.

## Kyrkobyggnaden
Enligt uppgift fanns en kyrka i By socken redan 1326. Vid utgrävning 1980 kunde dess läge bestämmas. Den kyrkan byggdes till 1639. Ytterligare tillbyggnader gjordes 1349 då ett klocktorn byggdes.
Strax norr om den medeltida kyrkan uppfördes nuvarande kyrka av sten mellan 1766 och 1779 efter ritningar av Sven Hertz. Fjärde söndagen efter trefaldighet 1779 invigdes kyrkan. Tornet uppfördes 1784.
Långhuset är rektangulärt med ett tresidigt avslutat korparti. En sakristia finns vidbyggd i öster. Ett torn i väster byggdes till 1784. Kyrkan har ingångar i väster och mitt på långhusets sydsida.
En medeltida klocka hängdes upp i ett separat, nybyggt klocktorn 1933.

## Inventarier
- Triumfkrucifixet är från 1200-talet och härrör från den gamla medeltida kyrkan.
- Predikstol och baldakin är från 1600-talet.

## Orgel
- 1861 byggde Johan Nicolaus Söderling, Göteborg en orgel med 13 stämmor.
- Den nuvarande orgeln byggdes 1937 av Olof Hammarberg, Göteborg och är en pneumatisk orgel med rundbälgslådor. Den har två fria och två fasta kombinationer, registersvällare och automatisk pedalväxling.

| Huvudverk I   | Svällverk II      | Pedal             | Koppel   |
| Borduna 16´   | Basetthorn 8´     | Subbas 16´        | I/P      |
| Principal 8´  | Rörflöjt 8´       | Ekobas 16´ (tr I) | II/P     |
| Hålflöjt 8'   | Salicional 8'     | Oktava 8´         | II/I     |
| Fugara 8´     | Principal 4'      | Nachthorn 4´      | II 16'/I |
| Oktava 4'     | Gemshorn 4'       | Basun 16'         | II 4'/I  |
| Flöjt 4'      | Nasard 2 2/3'     |                   | II 4'/P  |
| Kvinta 2 2/3' | Blockflöjt 2'     |                   |          |
| Oktava 2'     | Ters 1 3/5'       |                   |          |
| Mixtur 5 chor | Krumhorn 8'       |                   |          |
| Trumpet 8'    | Crescendosvällare |                   |          |

### Kororgel
- Kororgeln byggdes 1983 av A. Magnussons Orgelbyggeri AB, Mölnlycke och är en mekanisk orgel.

| Manual           | Pedal      | Koppel  |
| Gedackt 8' B/D   | Subbas 16´ | Man/Ped |
| Principal 4'     |            |         |
| Rörflöjt 4' B/D  |            |         |
| Waldflöjt 2' B/D |            |         |
| Mixtur 3 chor    |            |         |

## Bildgalleri

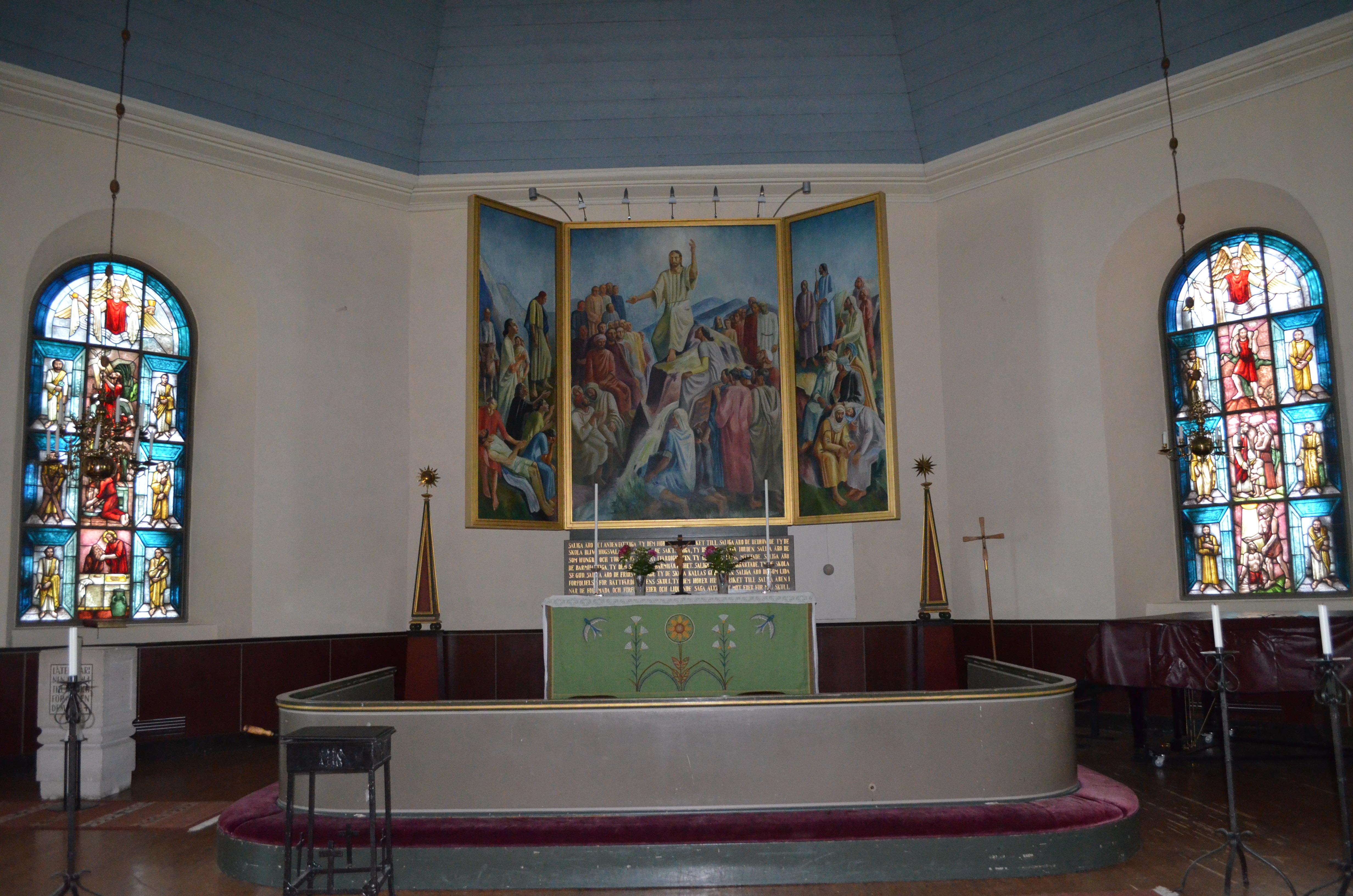
By kyrkas altare
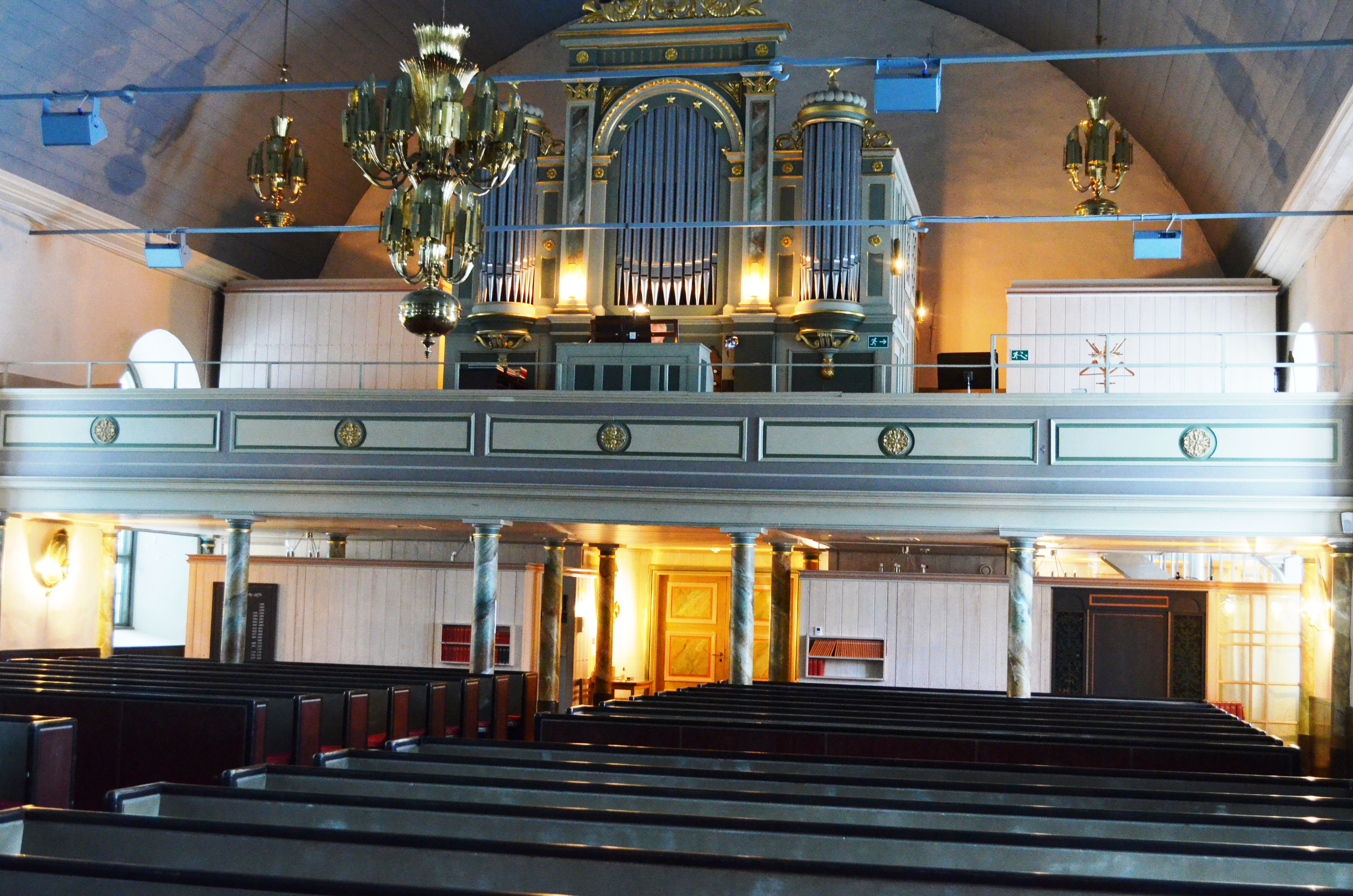
By kyrkas kyrkorgel
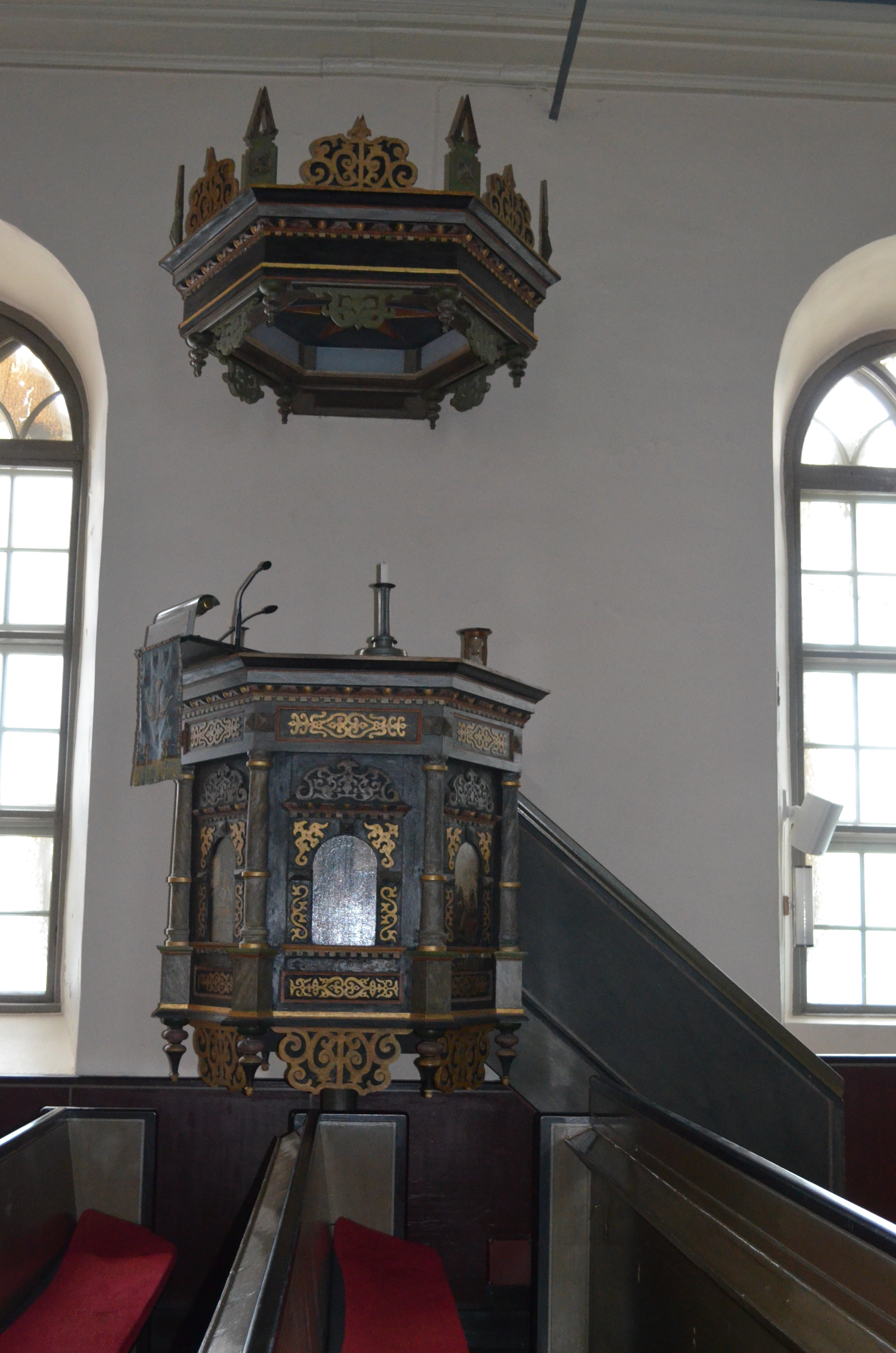
By kyrkas Predikstol
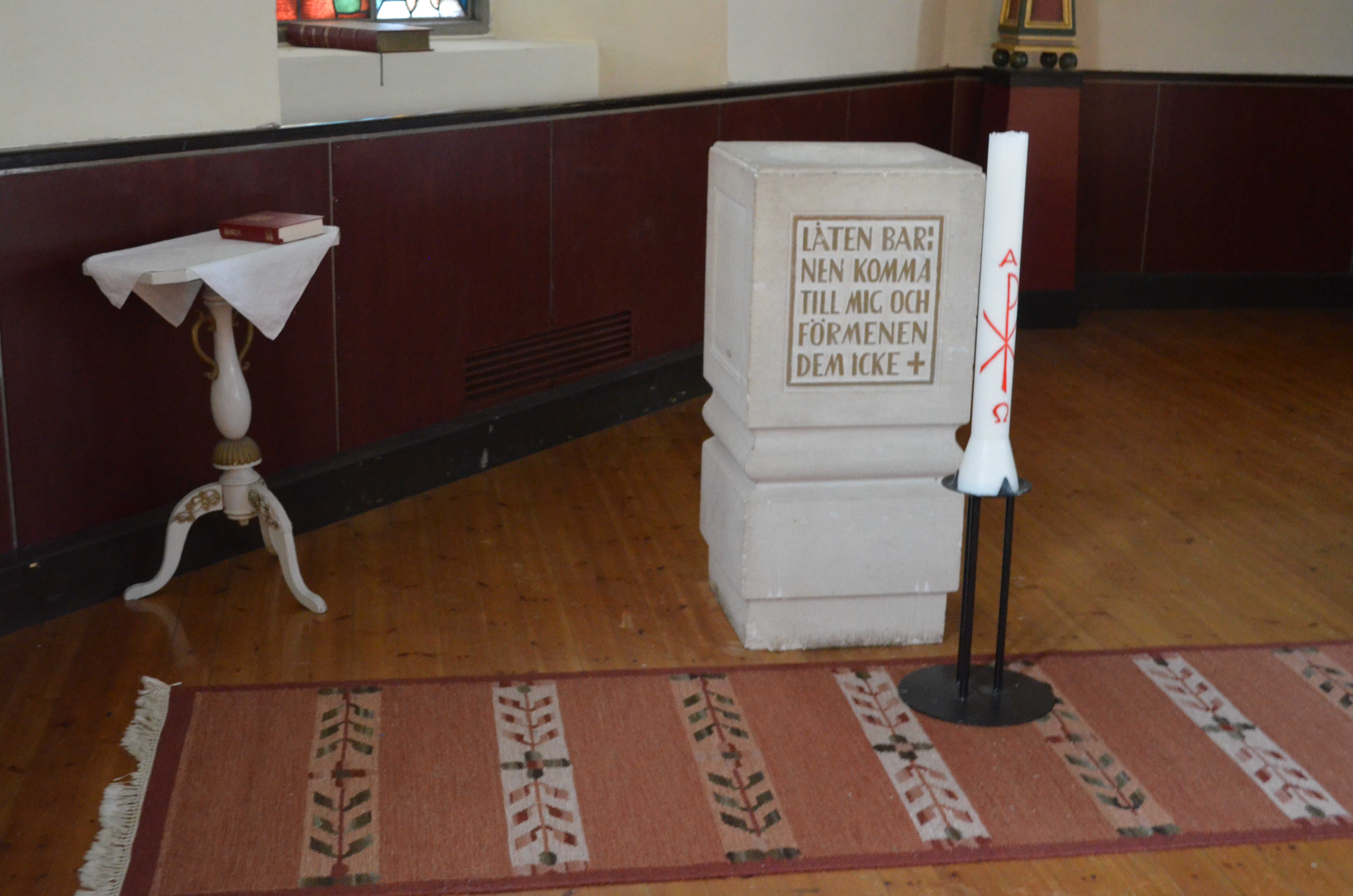
By kyrka dopfunt